# Albiorix magnus
Albiorix magnus är en spindeldjursart som beskrevs av Clarence Clayton Hoff 1945. Albiorix magnus ingår i släktet Albiorix och familjen Ideoroncidae. Inga underarter finns listade i Catalogue of Life.